# 萨尔杜斯站
萨尔杜斯站是叶尔加瓦-利耶帕亚铁路线上的一个火车站，车站建于1928年。该车站位于薩爾杜斯市鎮下辖的萨尔杜斯堂区，在薩爾杜斯镇中心以北3 km（1.9 mi）处。